# Christina Grimmie
Christina Victoria Grimmie (Marlton, Nueva Jersey, 12 de marzo de 1994-Orlando, Florida, 10 de junio de 2016) fue una cantante, compositora y youtuber estadounidense. En 2009, comenzó a subir versiones de canciones populares en YouTube. Después de lanzar su EP, Find Me (2011), alcanzó un millón de suscriptores en su canal de YouTube. Después de que su canal alcanzara dos millones de suscriptores, lanzó su álbum debut de estudio, With Love (2013).
En 2014, Grimmie fue una concursante en la sexta temporada del programa The Voice, terminando en tercer lugar. Adam Levine, su coach en el show, anunció en la final que sin importar los resultados él la firmaría a su discográfica 222 Records. Lil Wayne también le ofreció firmarla a su discográfica, Young Money Entertainment. Fue firmada por Island Records por un corto periodo.
En 2016, Grimmie lanzó su segundo EP, Side A. Ese mismo año, también formó parte de un papel como actriz, haciendo su primera y única aparición en cine en The Matchbreaker. El 10 de junio de 2016, Grimmie fue fatalmente tiroteada mientras firmaba autógrafos luego de una presentación en un concierto en The Plaza Live, localizado en Orlando, Florida. Fue declarada muerta esa misma noche.
En 2017, Side B, un seguimiento póstumo de su EP Side A, estuvo disponible en Spotify y iTunes. El 9 de junio de 2017, el segundo y último álbum de Grimmie, All Is Vanity, fue lanzado póstumamente. En 2019, su canal de YouTube llegó a cuatro millones de suscriptores.

## Biografía y carrera

### 1994–2009: primeros años
Christina Victoria Grimmie nació en la sección Marlton del Municipio de Evesham, Nueva Jersey el 12 de marzo de 1994. Sus padres fueron Tina y Albert Grimmie. Su madre trabajaba como recepcionista hasta que fue diagnosticada con cáncer de mama; su padre trabajó en Verizon Communications desde 2014. Tenía un hermano mayor, Marcus (quien ejercía de mánager para Christina). Grimmie era de ascendencia Italiana y Rumana y creció en Marlton, Nueva Jersey, donde asistió a la escuela Cristiana «Bethel Baptist», a la escuela Marlton Middle, y a la escuela Cherokee High School. Su padre se percató del talento que Grimmie poseía para cantar cuando tenía seis años, y comenzó a tocar el piano a la edad de diez años. A pesar de recibir lecciones de piano, Grimmie declaró que tocaba simplemente de oído.

### 2009-2010: YouTube y descubrimiento
Christina Grimmie comenzó a publicar videos en su canal de YouTube, a los 15 años, en 2009 usando el apodo en línea zeldaxlove64. El padrastro de Selena Gomez, Brian Teefey, contactó con ella al ver sus videos en mayo de 2010 y se convirtió en su representante. Para el mes de septiembre de 2012 contaba con más de 45 millones de visitas, lo que la convertía en la undécima artista con más suscripciones del momento en YouTube. A principios de marzo de 2013 había obtenido más de 365 millones de visitas y 2 millones de suscriptores en YouTube.

### 2011:Find Me

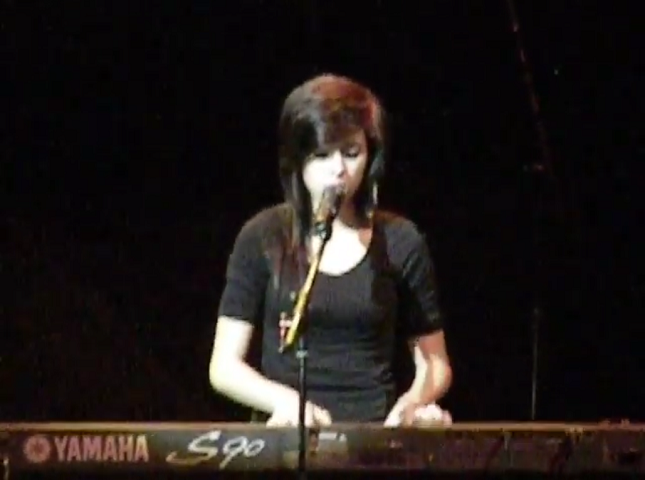
Grimmie durante una presentación en 2011.

Grimmie actuó en el concierto benéfico de la Unicef e hizo segundas voces para Selena Gomez & the Scene. Christina participó en la primera gira DigiTour 2011, de artistas de YouTube. Apareció en la Billboard social 50 También abrió The Concert of Hope para Selena Gomez, All Star Weekend y los Jonas Brothers. Grimmie estuvo de gira por seis semanas con Selena Gomez & the Scene durante el verano de 2011.
El 14 de junio de 2011 salió a la venta su álbum debut, Find Me, cuyo primer sencillo Advice se estrenó en Radio Disney el 11 de junio, además de contar con un videoclip de la canción antes mencionada, producido por Sean Babas que se estrenó el 19 de junio en YouTube. El álbum solo se podrá conseguir en formato digital vía ITunes y en formato físico solo en los conciertos que hará junto a Selena Gomez y Allstar Weekend. Hizo una aparición en el programa The Ellen DeGeneres Show, donde se presentó junto con Tyler Ward, otro cantante de YouTube, interpretando un cover de "How to love" de Lil Wayne; el programa grabado se emitió el 10 de octubre de ese año.
Christina Grimmie ganó el concurso de Coca-Cola, donde el premio fue grabar una canción con Taio Cruz, la cual también cantaron en los Premios American Music, el 20 de noviembre de 2011.[cita requerida] También interpretó su canción 'Not Fragile' en los American Music Awards 2011 junto con la banda de Selena Gomez
Christina también fue la invitada musical en el programa de Disney Channel, So Random! donde interpretó su canción 'Advice'

### 2012-2013:With Love
En enero de 2012 se mudó a Los Ángeles, California, para poder continuar con su carrera de cantante. En abril de 2012, Christina comunicó vía Twitter y Facebook, que había sido sellada por Creative Artists Agency.[cita requerida] También participó en un programa para la web de Disney.com llamado Power Up. El 6 de agosto de 2013 lanzó su segundo álbum With Love.

### 2014:The Voice
En 2014 audicionó para la sexta temporada del Reality show estadounidense The Voice, como ya había dicho en su página de Facebook. Para su Blind Audition, cantó el hit de Miley Cyrus "Wrecking Ball (canción)". Los cuatro entrenadores (Adam Levine, Usher, Shakira y Blake Shelton) giraron su silla, aclamando su voz. Finalmente, eligió a Adam Levine. Terminó en tercer lugar, aunque Adam le ofreció unirse y firmar con su discográfica, 222 Records, y Lil Wayne pareció interesado en firmarla en su discografía, Young Money Entertainment. Sin embargo, terminó firmando con Island Records. Estuvo de gira con sus antiguos compañeros de The Voice, incluyendo a los finalistas de la edición 5 Tessanne Chin, Jacquie Lee, Will Champlin, de la edición 1 Dia Frampton y los finalistas de la edición 6 Kristen Merlin y Jake Barker. Este tour comenzó el 21 de junio de 2014 en San Antonio, Texas.
| Ronda                                    | Canción                                          | Artista original          | Fecha                 | Orden | Resultado                                            |
| ---------------------------------------- | ------------------------------------------------ | ------------------------- | --------------------- | ----- | ---------------------------------------------------- |
| Blind Audition                           | "Wrecking Ball"                                  | Miley Cyrus               | 24 de febrero de 2014 | 1.1   | Cuatro jueces giraron sus sillas Se unió a Team Adam |
| Primera Ronda de Batallas                | "I Knew You Were Trouble" (vs. Joshua Howard)    | Taylor Swift              | 25 de marzo de 2014   | 11.4  | Salvada por juez                                     |
| Segunda Ronda de Batallas                | "Counting Stars" (vs. Sam Behymer)               | OneRepublic               | 31 de marzo de 2014   | 12.4  | Salvada por juez                                     |
| Playoffs                                 | "I Won't Give Up"                                | Jason Mraz                | 14 de abril de 2014   | 18.10 | Salvada por juez                                     |
| Shows en vivo Top 12                     | "Dark Horse"                                     | Katy Perry                | 21 de abril de 2014   | 20.6  | Salvada por el voto del público                      |
| Shows en vivo Top 10                     | "Hold On, We're Going Home"                      | Drake, feat. Majid Jordan | 28 de abril de 2014   | 22.5  | Salvada por el voto del público                      |
| Shows en vivo Top 8 (Cuartos de finales) | "How to Love"                                    | Lil Wayne                 | 5 de mayo de 2014     | 24.8  | Salvada por el voto del público                      |
| Shows en vivo Top 5 (Semifinales)        | "Hide and Seek"                                  | Imogen Heap               | 12 de mayo de 2014    | 26.5  | Salvada por "Voto instantáneo"                       |
| Shows en vivo Top 5 (Semifinales)        | "Some Nights"                                    | Fun                       | 12 de mayo de 2014    | 26.9  | Salvada por "Voto instantáneo"                       |
| Final                                    | "Wrecking Ball"                                  | Miley Cyrus               | 19 de mayo de 2014    | 28.1  | Tercer puesto                                        |
| Final                                    | "Somebody That I Used to Know" (con Adam Levine) | Gotye feat. Kimbra        | 19 de mayo de 2014    | 28.5  | Tercer puesto                                        |
| Final                                    | "Can't Help Falling in Love"                     | Elvis Presley             | 19 de mayo de 2014    | 28.8  | Tercer puesto                                        |

- = Canciones que estuvieron dentro del top 10 de iTunes

### 2014-2016: después deThe Voice, y paso por «Island Records»

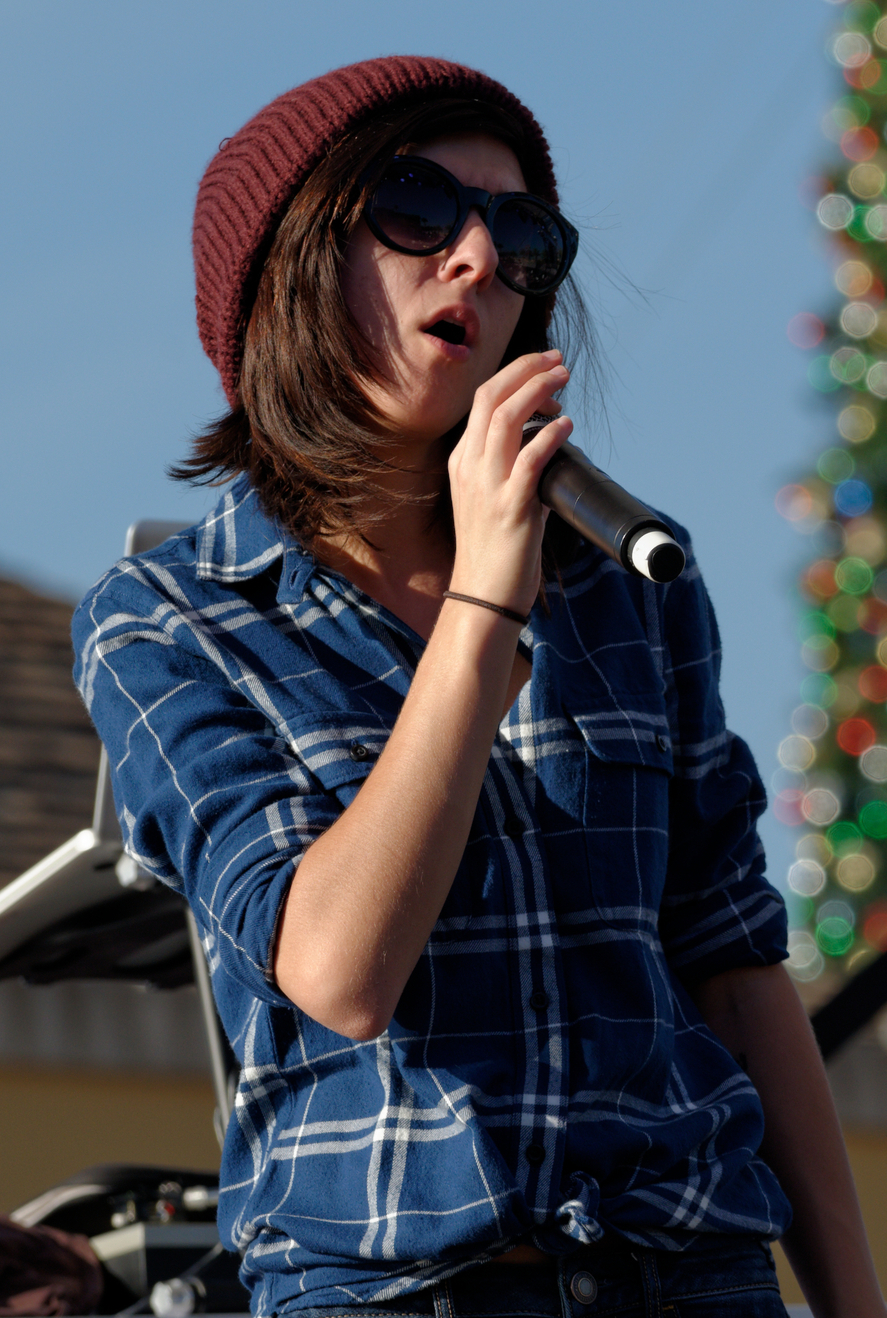
Grimmie durante una presentación en Los Ángeles en noviembre de 2014.

Durante la competencia, el mentor de Grimmie, Adam, expresó sus intenciones de firmarla en su sello discográfico 222 Records, Lil Wayne también expresó sus intenciones de firmarla en su sello Young Money Entertainment. Por último, Grimmie escogió firmar con Island Records. Ella realizó una gira con anteriores participantes de The Voice incluyendo la ganadora de la quinta temporada Tessanne Chin, la subcampeona Jacquie Lee, Will Champlin, la subcampeona de la primera temporada Dia Frampton y los finalistas de la sexta temporada Kristen Merlin y Jake Barker. The Voice Summer Tour comenzó el 21 de junio de 2014 en San Antonio, Texas. Se encontraba escribiendo y grabando música para su segundo álbum, su tercera producción y el primero bajo un sello discográfico. El primer sencillo estaba previsto para ser lanzado en julio de 2014, seguido del álbum en el mismo año. Grimmie anunció en su página oficial de Facebook que la filmación del "vídeo letra" del sencillo comenzó el 6 de julio de 2014. El 11 de julio anunció que su nuevo sencillo se llamaría «Must Be Love». El 15 de julio de 2014, anunció en chat vivo que la canción sería lanzada el 31 de julio de 2014.
En ese mismo año interpretó el tema «What a Girl Is», junto a Dove Cameron y Baby Kaely, creado para la serie de Disney Channel, Liv y Maddie.
El 4 de marzo de 2015, Grimmie anunció que había sido retirada de Island Records y que estaba trabajando en un nuevo álbum con remixes de canciones de sus álbumes anteriores. El 16 de marzo del 2015 Christina lanzó un sencillo titulado Cliché pero esta vez como artista independiente. El 27 de abril lanzó otro sencillo llamado Stay With Me, una colaboración con Diamond Eyes, productor y vocalista inglés. El 27 de mayo fue anunciada como la ganadora de Rising Star, un concurso que realiza Macy's cada año para elegir a nuevos talentos para que abran el iHeart Radio Music Festival que se lleva a cabo en el mes de septiembre en Las Vegas. El 2 de julio lanzó su tercer sencillo, Shrug.
El 21 de febrero de 2016, Grimmie lanzó su segundo EP, titulado Side A, que contiene cuatro canciones.
El 1 de agosto de 2016, Christina Victoria Grimmie ganó el premio Teen Choice en la categoría Choice Music Web Star, de forma póstuma, gracias al apoyo de sus fanes en las redes sociales, sin embargo, tanto como sus fanes y su familia se han mostrado decepcionados ya que en dicha premiación no la mencionaron y solo usaron su nombre en redes sociales para publicidad.
El 11 de agosto de 2016, su mánager lanzó el primero de sus videos póstumos que en conjunto llevaría el nombre de "The Ballad of Jessica Blue", Snow White, que contó con más del millón de visitas en la primera semana. Posteriormente se estrenó el video Anybody's You y Deception para el proyecto
El 10 de junio de 2017, por motivo del primer aniversario de la muerte de Christina, su familia lanzó su segundo álbum de estudio titulado All is Vanity, el primer vídeo escrito de este trabajo fue titulado "Sublime", que contó con cinco mil visitas en un día.

## Asesinato
El 10 de junio de 2016, durante una firma de autógrafos después de una presentación en el Teatro The Plaza Live de Orlando, la cantante fue herida con arma de fuego por un hombre de 27 años, presunto fan identificado como Kevin James Loibl, quien efectuó 5 disparos contra ella. El hermano de Grimmie fue de inmediato contra el hombre armado, que durante la lucha forcejeó, se disparó en la cabeza y murió al instante. Grimmie fue inmediatamente hospitalizada de gravedad en el Centro Médico Regional de Orlando con heridas de dos balas. Junto a la confirmación del Departamento de Policía de Orlando, el representante de la cantante anunció su fallecimiento, el 10 de junio de 2016 a las 23:00, a los 22 años. Una autopsia reveló que Grimmie recibió un disparo en la cabeza y dos en el pecho.
El Departamento de Policía de Orlando informó que Loibl no parecía conocer a Grimmie personalmente, pero había conducido 170 km desde otra ciudad de Florida con la intención de enfrentarse a ella y causarle algún daño; al parecer este era un fan de la cantante. La policía dijo que el hombre portaba dos armas cortas, dos cargadores adicionales con municiones y un cuchillo de caza.
El hecho ocurrió 2 días antes de  la masacre de la discoteca Pulse, que ocurrió en la misma ciudad, exactamente a 10 minutos del Teatro Plaza Live donde Grimmie fue asesinada. Debido a estos hechos, muchos espectáculos programados en la ciudad fueron cancelados por temor a nuevos actos de violencia y la ciudad de Orlando fue puesta bajo estado de emergencia.

### Reacciones en los medios
Cuando los informes del suceso surgieron por primera vez, #PrayforChristina fue tendencia en Twitter. Después de que se confirmara oficialmente su muerte, se sumó #RIPChristina como tendencia que los fanes de Christina llevaron a las redes sociales para expresar una ola de dolor y enfado. The Voice, en respuesta a la noticia, rindió una mención a Grimmie en su página oficial de Twitter:

No hay palabras. Hemos perdido un alma hermosa con una voz increíble.
@NBCTheVoice

Su exentrenador dentro del programa The Voice, Adam Levine, escribió en su cuenta de Twitter:

Behati y yo estamos absolutamente devastados y tristes por la muerte de Christina Grimmie. Nuestros corazones están con su familia.
@adamlevine

Otros miembros del elenco del programa The Voice como Christina Aguilera, Blake Shelton, Usher, Pharrell Williams y Gwen Stefani también enviaron condolencias, así como el presentador de dicho programa, Carson Daly.
El ganador de la novena edición del mismo reality, Jordan Smith, publicó en su cuenta de Twitter:

Una estrella ha sido apagada. Una increíble historia no escrita.
@JordanSmithLive

La finalista de la novena temporada de The Voice, Amy Vachal, escribió:

.... No puedo creer... una hermosa alma así... una verdadera luz... estoy impactada y con el corazón roto.
@amyvachal

El grupo Before You Exit con quien Grimmie había actuado antes de los disparos, tuiteó:

Hoy hemos perdido un ángel, una hermana y una amiga querida.
@beforeyouexit

Su amiga de mucho tiempo y compañera de gira, Selena Gomez, escribió:

Mi corazón está absolutamente roto. Te extraño Christina.
@selenagomez

El 17 de junio de 2016, la cantante y entrenadora del programa The Voice, Christina Aguilera, lanzó el sencillo «Change» en honor a las víctimas de la masacre de la discoteca Pulse de Orlando y, según informó en entrevista radial al programa On Air de Ryan Seacrest, también en memoria de la fallecida concursante del programa de talentos.
El 25 de abril de 2017, el cantante y entrenador del programa The Voice, Adam Levine, le hizo un homenaje en uno de los episodios del programa al cual asistió la familia de la cantante.

## Discografía

### Álbumes de estudio
- 2013:  With Love
- 2017:  All Is Vanity

#### EPs
- 2011:  Find Me
- 2016:  Side A
- 2017:  Side B

#### Sencillos
- 2015: Shrug
- 2015: Stay With Me (With Diamond Eyes)
- 2017: Invisible (Remixes)